# أنبوب فغر الطبلة
أنبوب فغر الطبلة (المعروف أيضًا باسم مرسان أو أنبوب الأذن أو أنبوب معادلة الضغط أو التهوية أو أنبوب تهوية الأذن أو أنبوب بضع الطبلة) هي عبارة عن أنبوبة صغيرة يتم إدخالها في الغشاء الطبلي بهدف الإبقاء على تهوية الأذن الوسطى لفترة طويلة من الزمان، بهدف منع تراكم السوائل في الأذن الوسطى. وتنطوي عملية إدخال الأنبوب على بضع الطبلة ويتم ذلك تحت تأثير موضعي أو عام. يتم تصنيع الأنبوب نفسه في العديد من التصميمات. بيد أن أكثر الأنواع المستخدمة شيوعًا هو شكل المرساة. وعندما يكون من الضروري الحفاظ على تهوية الأذن الوسطى لفترة طويلة جدًا من الزمان, يمكن استخدام الأنبوب شكل "T", فتلك الأنابيب على شكل "T" يمكن أن تظل في موضعها لمدة تتراوح بين سنتين إلى أربع سنوات. أما المواد المستخدمة في تصنيع الأنبوب فهي غالباً ما تكون من اللدائن مثل السيليكون أو التفلون. أنابيب الفولاذ غير القابل للصدأ لا زالت موجودة ولكنها لا تستخدم كثيرًا.

## العملية
رغم أنه يمكن إجراء بضع الطبلة بإدخال الأنبوب تحت تأثير تخدير موضعي أثناء زيارة عادية للطبيب بالنسبة للكبار الذين يمكنهم التعاون مع الطبيب، فغالبًا ما يكون المرضى الذي يحتاجون لإدخال الأنبوب من الأطفال الصغار. ونظرًا لأنه يحتمل أن تتضرر الأذن ما لم يلزم المريض السكون أثناء إدخال الإنبوب، فإن أي مريض يجد صعوبة في الاستلقاء في سكون يتم إخضاعه لإجراء بضع الأذن وإدخال الأنبوب تحت تأثير التخدير العام.
يعد إدخال أنابيب بضع الطبلة أحد أكثر الإجراءات الجراحية شيوعًا التي يخضع الأطفال لها. وفي الولايات المتحدة، هو أحد أكثر الأسباب انتشارًا لإخضاع الطفل للتخدير العام.
بصورة عامة، تظل أنابيب بضع الطبلة في الغشاء الطبلي لمدة تتراوح بين 6 أشهر إلى سنتين، ينما تظل الأنبوب على شكل T لمدة تصل إلى 4 سنوات. وتسقط تلك الأنابيب عمومًا خارج الغشاء الطبلي عندما تنتقل بشرة الغشاء الطبلي ببطء للخارج نحو جدار قناة الأذن مع مرور الوقت. وعادة ما يلتئم الغشاء الطبلي دون بقاء ثقب في موضع الأنبوب ولكن في حالات قليلة يستمر وجود ثقب.
تساءلت الدراسات طويلة المدى عن أهمية جراحة أنبوب الأذن الروتينية، لكن الإرشادات الحديثة لأطباء الأنف والأذن والحنجرة الأمريكيين توصي بوضع الأنبوب في الحالات التالية:
1. التهاب الأذن الوسطى المزمن مع الانصباب المستمر لمدة 6 أشهر (في أذن واحدة) أو 3 أشهر (كلتا الأذنين).
2. التهاب الأذن الوسطى الحاد المتكرر: 3 إصابات في الأذن في 6 أشهر أو 4 إصابات في الأذن على مدار عام.
3. الخلل الوظيفي المستمر للنفير
4. الرضخ الضغطي: لا سيما للوقاية من المرات المتكررة (مثل، بعد الرحلات الجوية، في غرف العلاج منخفضة الضغط).